# Perivitelinas
Las perivitelinas son proteínas de huevo encontradas en el fluido perivitelino de muchos gasterópodos. Son complejos multifuncionales que proporcionan al embrión en desarrollo de nutrición, protección contra el entorno y defensa contra depredadores.
A pesar de la función central de las perivitelinas en la reproducción y desarrollo, existe poca información sobre su función en moluscos gasterópodos. La mayoría de los estudios de las perivitelinas han sido realizados en los huevos de los caracoles de agua dulce de la familia Ampullaridae, principalmente del género Pomacea, especialmente en Pomacea canaliculata, Pomacea scalaris y Pomacea maculata.

## Síntesis
Las perivitelinas son casi exclusivamente sintetizadas en la glándula del albumen (también conocida como complejo glándula del albumen-glándula de la cápsula o glándula uterina), una glándula accesoria del sistema reproductor femenino de gasterópodos. Esto ha sido experimentalmente confirmado para las perivitelinas ovorubina (PcOvo) y PcPV2, las cuales fueron encontradas sólo en la glándula del albumen y no se detectó síntesis, circulación o almacenamiento en otros órganos. Durante la época reproductiva, estas perivitelinas son transferidas a los huevos. Después de la oviposición, las perivitelinas son rápidamente restauradas en la glándula del albumen, disminuyendo su cantidad total en la glándula sólo después de varias oviposiciones consecutivas. En los caracoles de la especie Pomacea canaliculata, las perivitelinas actuarían, junto con el polisacárido galactógeno, como factor limitante del esfuerzo reproductivo durante reproducción.

## Tipos de perivitelinas
Los primeros estudios realizados en Pomacea canaliculata identificaron dos proteínas, denominadas perivitelina-1, PV1 o ovorubina (ahora llamada PcOvo) y perivitelina-2 o PV2 masivamente acumuladas en los huevos, comprendiendo un 60-70 % de las proteínas totales. Además, se identificó una tercera fracción heterogénea llamada perivitelina-3 o fracción PV3. Análisis proteómicos recientes de los fluidos perivitelinos, sin embargo, identificaron un total de 34 proteínas en Pomacea canaliculata, 38 en Pomacea maculata, y 32 en Pomacea diffusa.
Las perivitelinas perivitelina-1 o PcOvo (anterior ovorubina) y perivitelina-2 o PcPV2 son probablemente las más caracterizadas en los caracoles. Ambas perivitelinas son proteínas multiméricas glicosiladas con llamativa estabilidad térmica de hasta 100 °C y 60 °C, respectivamente, y tolerancia a un amplio rango de pH. Son también altamente resistentes a la acción combinada de las enzimas digestivas pepsina y tripsina.
El fluido perivitelino de Pomacea scalaris y Pomacea diffusa presenta una perivitelina mayoritaria, PsSC (también nombrado escalarina) y PdPV1, respectivamente, las cuales están estructural y filogenéticamente relacionadas con la PcOvo. El fluido perivitelino de Pomacea maculata es también similar, con dos perivitelinas predominantes, PmPV1 y PmPV2, estructural y funcionalmente similares a la PcOvo y la PcPV2, respectivamente.
El resto de las perivitelinas de Pomacea (>25) han sido identificadas a nivel transcriptómico y proteómico, pero aún se necesitan estudios bioquímicos para caracterizar estas proteínas.

## Funciones
Las perivitelinas proporciona al embrión en desarrollo de nutrición, almacenamiento de energía, defensa contra la depredación, y protección contra el entorno.
En un análisis funcional de las secuencias aminoacídicas de las perivitelinas basado en la Enciclopedia de Genes y Genomas de Kyoto (KEGG) se clasificaron en "procesamiento de información medioambiental", dentro de las que se incluyen varias proteínas inmunes, "metabolismo", "sistemas organísmicos", "procesos celulares", "otro", y un número considerable de "proteínas" desconocidas.
Los primeros estudios funcionales realizados en la especie Pomacea canaliculata, las consideró mayoritariamente como proteínas de almacenamiento que proporcionan precursores energéticos y estructurales para los embriones, dado que éstas son consumidas durante el desarrollo.
Estudios posteriores realizado en las PV1s (PcOvo, PmPV1, y PsSC) demostraron que su cofactor carotenoide, específicamente la astaxantina, sirve como potente antioxidante y proporciona el color rojizo a los huevos. Estas carotenoproteínas son también altamente resistentes a la digestión gastrointestinal, y resisten el paso a través del sistema digestivo sin modificaciones significativas; esta característica fue relacionada con defensas del embrión, disuadiendo a los depredadores por medio de la disminución del valor nutritivo de los huevos. PcOvo Y PsSC también llevan grupos fosfato unidos a los residuos de serina que pueden servir como reserva de fósforo para el embrión. A diferencia de la PcOvo y la PmPV1, la PsSC es también una lectina activa que aglutina bacterias y altera la mucosa gastrointestinal de ratas, funciones asociadas con la protección del embrión tanto contra patógenos como contra depredadores.
Las PV2s son toxinas encontradas solamente en el fluido perivitelino de Pomacea canaliculata (PcPV2) y Pomacea maculata (PmPV2). Actúan como potentes neurotoxinas cuándo son inyectadas intraperitonealmente en ratones, mientras que tienen actividad enterotóxica cuando son ingeridas. Cada una de las dos unidades diméricas de PcPV2 o PmPV2 constan de un proteína de unión a carbohidratos de la familia de las taquilectinas (actuando como módulo de reconocimiento) unida por enlace puente disulfuro a una subunidad formadora de poros miembro de la subfamilia del Complejo de Ataque a Membrana y Perforina (MACPF) (módulo tóxico). Estas toxinas se asemejan estructuralmente a las toxinas heterodiméricas toxina botulínica y ricina, agrupadas dentro de las “toxinas AB” que hasta el momento habían sido sólo identificadas en bacterias y plantas. La perivitelina-2 es también resistente a la digestión gastrointestinal, lo cual contribuye a bajar el valor nutritivo de los huevos.
Finalmente, un estudio reciente de la fracción PV3 de Pomacea canaliculata identificó y caracterizó dos inhibidores de proteasas de las familias Kunitz y Kazal, una función también relacionada con una defensa antidepredador dado que impide la digestión de las proteínas de los huevos por parte de los depredadores.